# سایوز تی‌ام‌ای-۱
سایوز-تی‌ام‌ای-۱ (به روسی: Союз )(به معنای اتحاد) یک مأموریت سرنشین دار سازمان ملی فضانوردی روسیه به سمت ایستگاه فضایی بین‌المللی و نخستین پرتاب فضاپیماهای نسل سایوزTMA محسوب می‌شود. فاجعه شاتل فضایی کلمبیایی همزمان با حضور عملیاتی فضاپیمای این مأموریت در مدار رخ داد. در پی آن حادثه تلخ و از دست رفتن ۷ فضانورد و شاتل فضایی کلمیبا، از آن تاریخ تا حدود ۲ سال بعد از آن کلیه عملیات‌های فضایی به مقصد ایستگاه فضایی بین‌المللی به وسیله فضاپیماهای سایوز انجام گرفت.

همچنین فضاپیمای این مأموریت وظیفه بازگرداندن گروه اعزامی ۶ را نیز به عهده داشت.

## خدمه مأموریت
| شماره | نام            | ملیت  | تعداد پرواز | نقش عملیاتی | تصویر |
| ۱     | سرگئی زالیوتین | روسیه | ۲           | فرمانده     |       |
| ۲     | فرانک د وینه   | بلژیک | ۱           | مهندس پرواز |       |
| ۳     | یوری لونچاکوف  | روسیه | ۲           | مهندس پرواز |       |

## نگارخانه

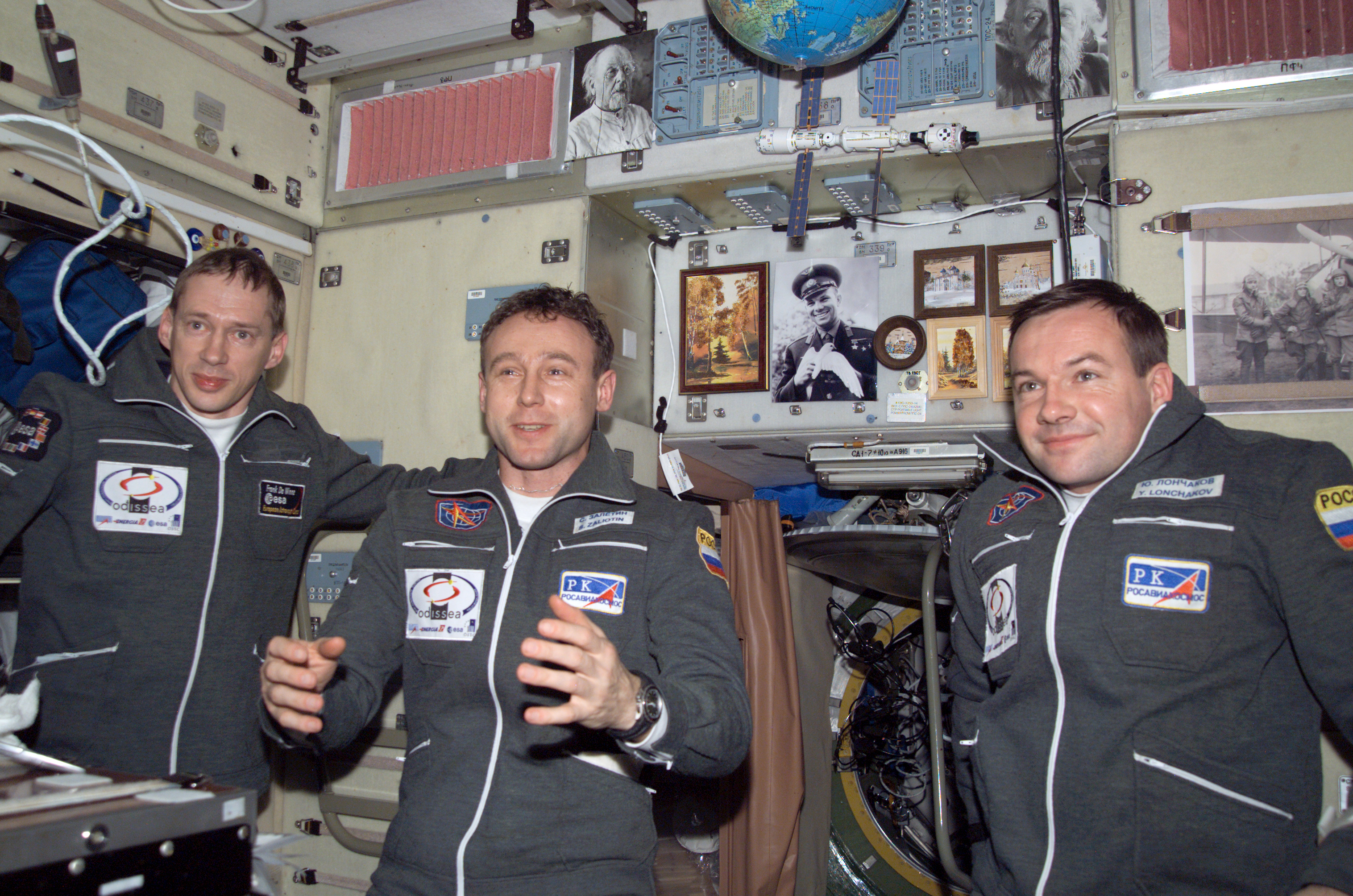
فضانوردان این مأموریت
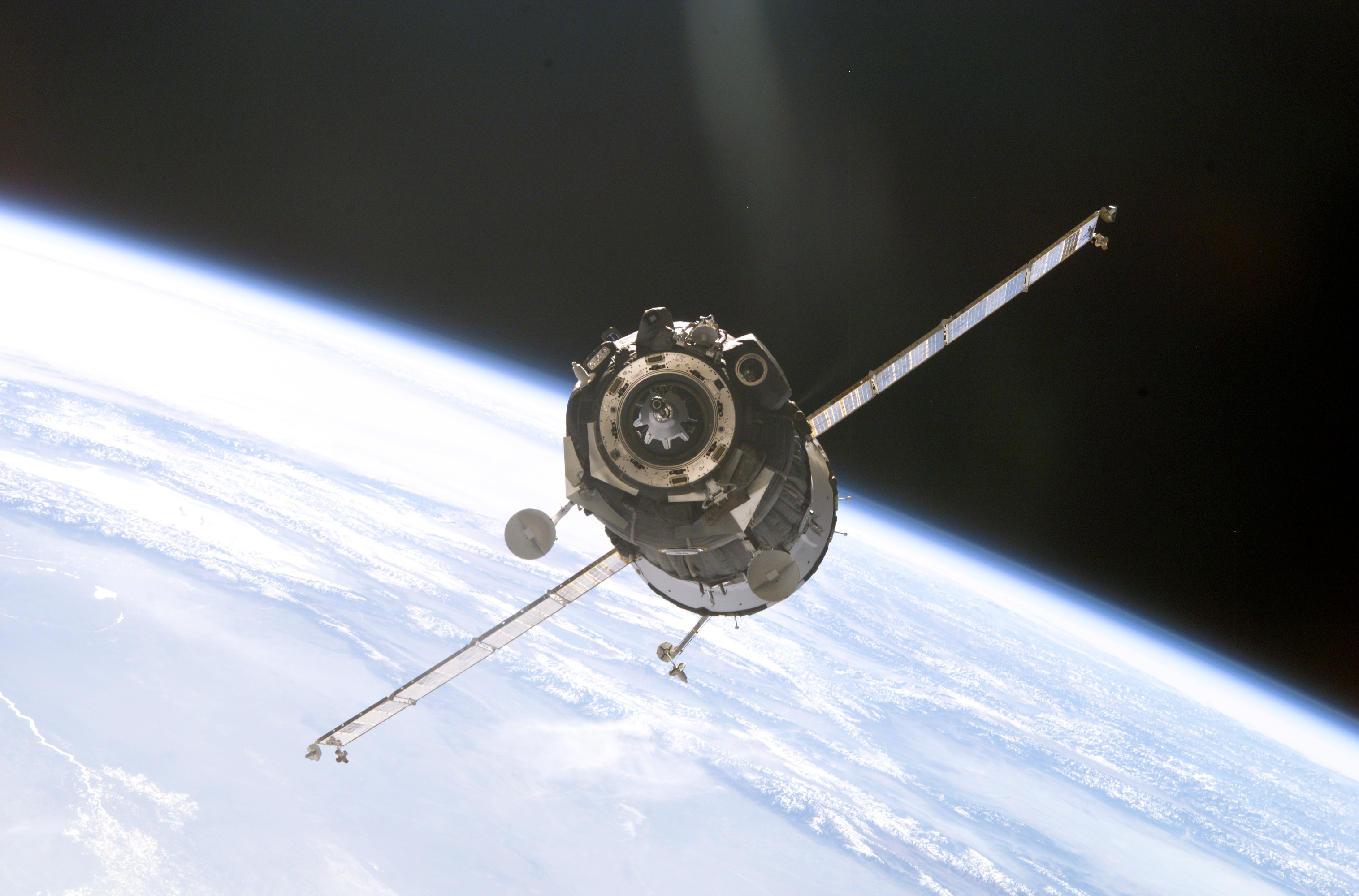
سایوز تی‌ام‌ای-۱ در تلاش برای پهلوگیری با ایستگاه